# Chiesa di San Bernardo (Vercelli)
La chiesa di San Bernardo è una chiesa parrocchiale nella zona centrale di Vercelli in Piemonte. Rientra nel vicariato di Vercelli dell'omonima arcidiocesi e risale al XII secolo.

## Storia
La prima citazione del luogo di culto a Vercelli con dedicazione a San Bernardo risale al 1164 quando era già chiesa parrocchiale e dagli atti si desume che si trovasse all'interno della cerchia muraria. Sin dal momento della sua fondazione il tempio fu affidato alle cure dei religiosi che seguivano gli insegnamenti di Bernardo di Mentone poi, nel 1522, la giurisdizione venne assegnata all'ordine mendicante di Sant'Agostino. 
Nel 1630 la città di Vercelli venne colpita dalla peste (la stessa descritta nei Promessi sposi). 
La popolazione si recava a venerare l'immagine della Madonna degli infermi, all'epoca posta in altra zona. Quando nel 1835 il colera colpisce la città, i cittadini, anche a seguito di una petizione all'arcivescovo d'Angennes che viene accolta, trovano una degna collocazione all'effige. Viene scelta negli anni 1836/37 la chiesa di san Bernardo. Per tale motivo la chiesa assume due nomi: dalla parte della facciata rimane l'antico nome san Bernardo; l'ingresso  laterale, che ha uno stile prettamente neo-romanico affianca anche il nome di Madonna degli infermi.

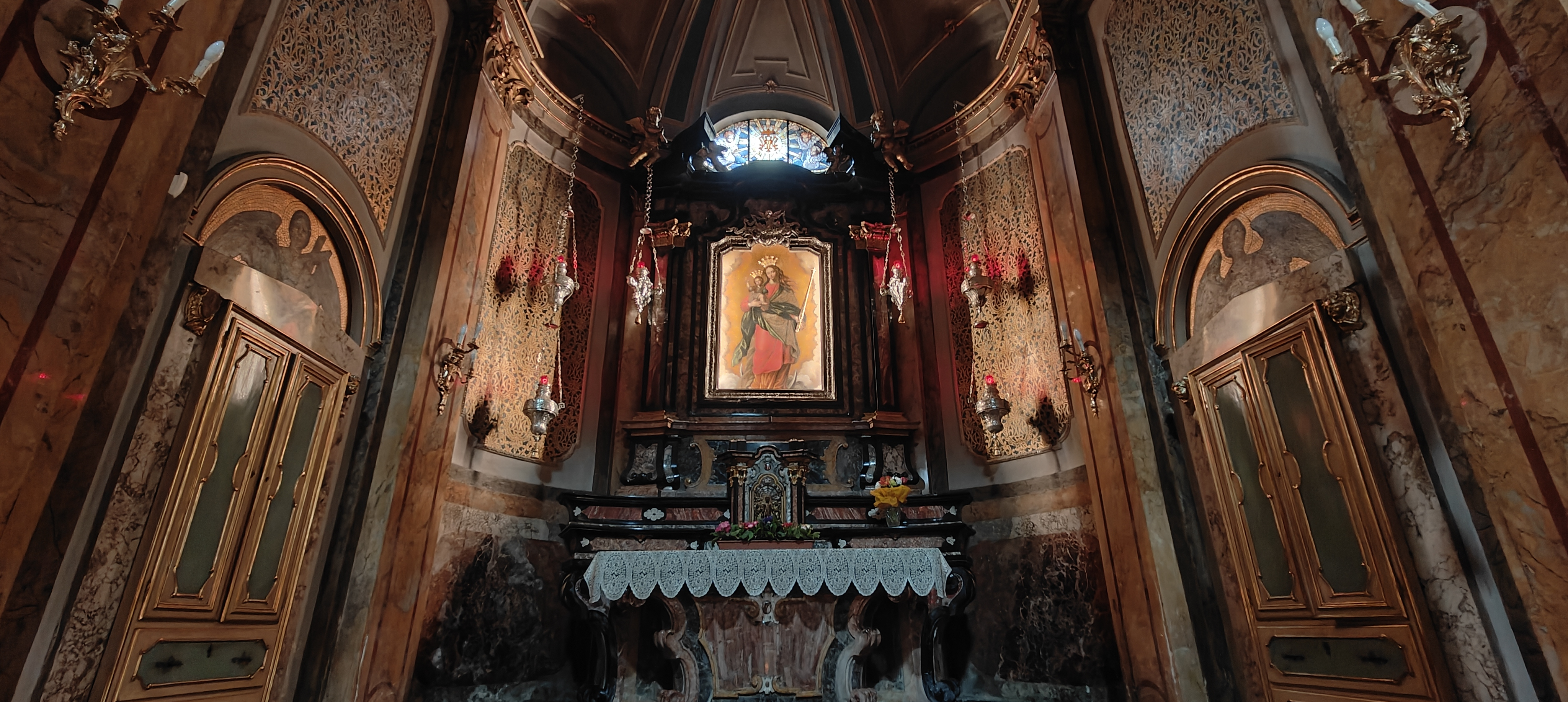
Cappella dedicata alla Madonna degli Infermi (dipinto epoca 1630)

Il 18 settembre 1803 venne colpito dagli effetti delle soppressioni napoleoniche.
Dopo un periodo di degrado dovuto prima all'occupazione militare e poi all'abbandono la chiesa venne restaurata in modo importante e riaperta al culto alla fine del XIX secolo, precisamente  nel 1884 l'ampliamento è realizzato con la supervisione dell'architetto Locarni. Nel 1967 venne descritta come l'ultima superstite delle tante chiese in stile romanico cittadine.

## Descrizione

### Esterni
La facciata a capanna in stile neoromanico è in mattoni a vista arricchita da due formelle. Il portale architravato è sovrastato in asse da una fienstra a bifora e da un grande oculo.

### Interni

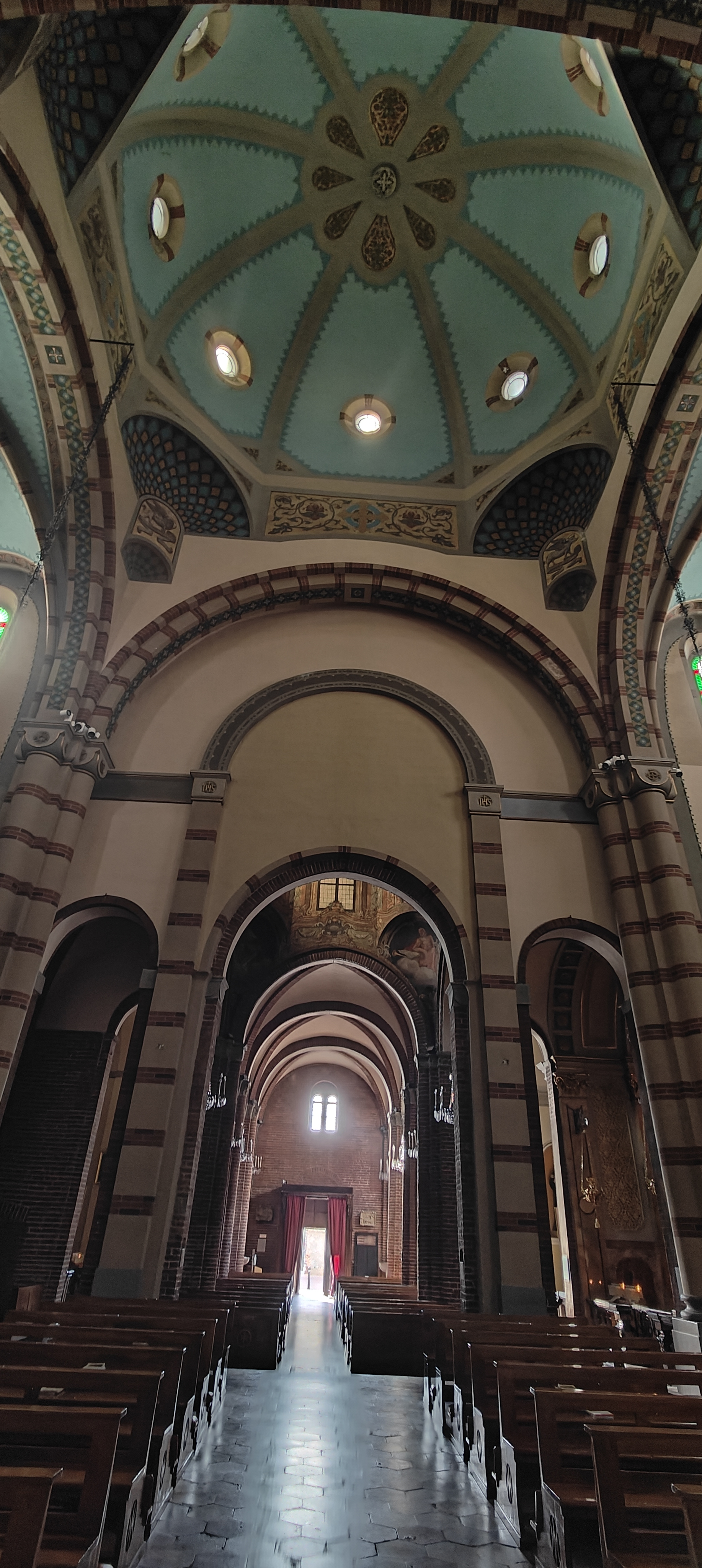
La vista d'interni (dall'altare) della cupola mostra chiaramente il punto d'incontro, diviso da una breve scalinata, fra la struttura antica e la parte neoromanica ottocentesca

La sala è suddivisa in tre navate con volta a crociera. In controfacciata si conserva un importante organo a canne dei fratelli Krengli (1955).

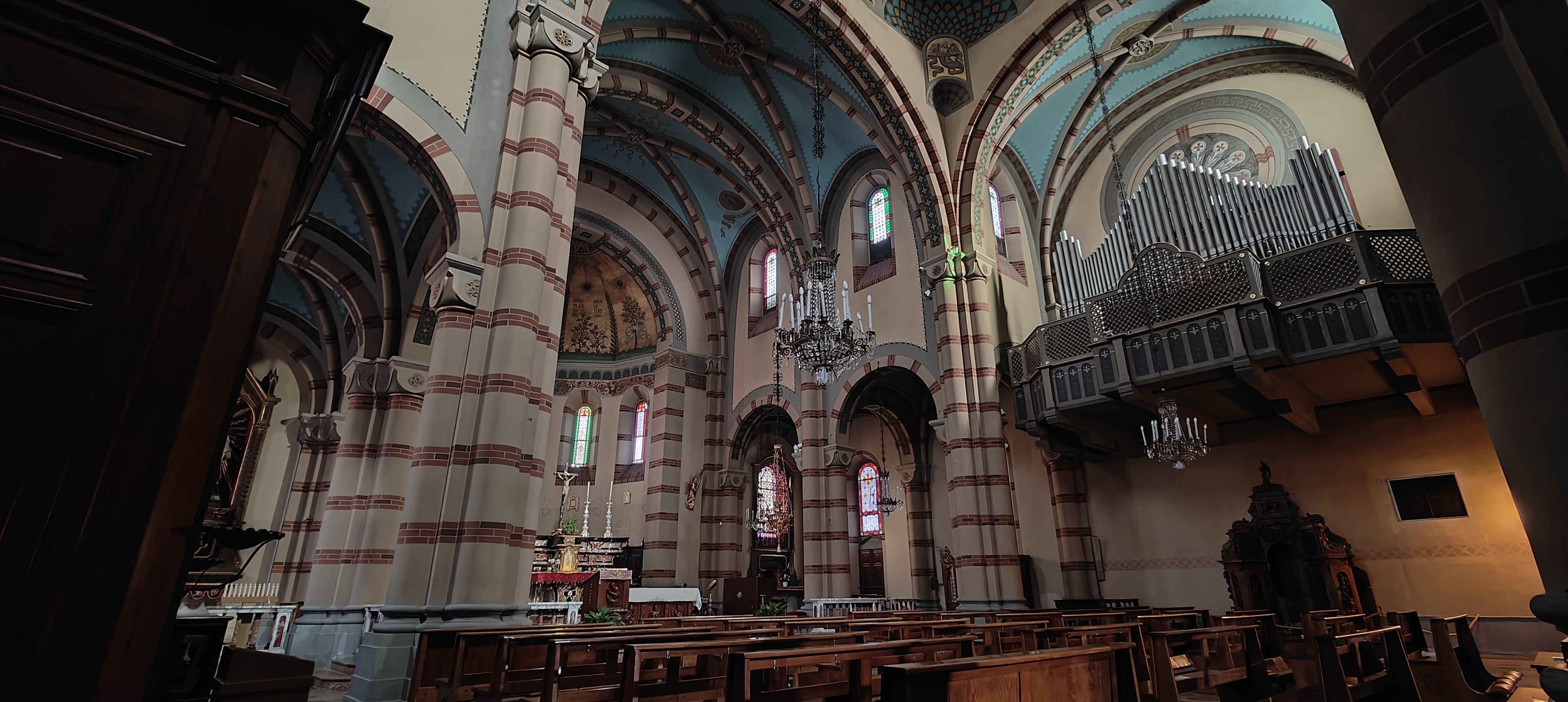
La zona dell'altare e in alto, a destra, l'organo ligneo

Sotto l'organo è esposto un confessionale in legno di noce del 1692. È composto da due corpi laterali sporgenti, decorati con nicchie che ospitano le sculture a tutto tondo dei quattro evangelisti.